# Рудольф Урріск
Рудольф Урріск (нім. Rudolf Urrisk; 14 серпня 1885, Відень — 10 травня 1959, Відень) — австро-угорський, австрійський і німецький офіцер, генерал-інтендант люфтваффе (20 лютого 1940).

## Біографія
18 серпня 1904 року вступив у ландвер. Учасник Першої світової війни, після завершення якої продовжив службу в австрійській армії. З 1 травня 1935 року — начальник інтендантури при командуванні ВПС. Після аншлюсу автоматично перейшов у вермахт. 6 вересня 1938 року відряджений в командування 7-ї повітряної області. 1 листопада 1938 року переведений в люфтваффе і призначений в Імперське міністерство авіації. З 1 липня 1939 року — інтендант командування 8-ї, з 1 вересня 1939 року — 13-ї, з 26 квітня 1941 року — Балканської авіаційної області, одночасно з 25 червня 1941 року — інтендант штабу командувача в Греції. З 4 липня 1941 року — начальник управління німецької військової місії в Румунії. З 19 вересня 1942 року і до кінця війни — інтендант командування 17-ї авіаційної області.

## Нагороди
- Ювілейний хрест
- Золотий хрест «За цивільні заслуги» (Австро-Угорщина) з короною і мечами
- Бронзова медаль «За військові заслуги» (Австро-Угорщина)
- Орден Франца Йосифа, лицарський хрест з військовою відзнакою
- Пам'ятна військова медаль (Австрія) з мечами
- Пам'ятна військова медаль (Угорщина) з мечами
- Орден Заслуг (Австрія), лицарський хрест 1-го класу
- Хрест «За вислугу років» (Австрія) 2-го класу для офіцерів (25 років)
- Почесний хрест ветерана війни з мечами
- Медаль «За вислугу років у Вермахті» 4-го, 3-го, 2-го і 1-го класу (25 років)